# تاناكا أكيهيكو
تاناكا أكيهيكو (باليابانية:田中明彦)، رئيس الوكالة اليابانية للتعاون الدولي جايكا (منذ أبريل/نيسان 2012). ولد عام 1954. نال شهادة البكالوريوس في العلاقات الدولية من جامعة طوكيو عام 1977 ودرجة الدكتوراه في العلوم السياسية من معهد ماساتشوستس للتكنولوجيا عام 1981. كان أستاذا في السياسة الدولية وشغل منصب نائب رئيس جامعة طوكيو ومدير المعهد الجامعي للدراسات المتقدمة في آسيا. فاز بجائزة سنتوري الأكاديمية (1996) والميدالية الأرجوانية للشرف (2012). قام بكتابة (العصور الوسطى الجديدة)، وكذلك (ما بعد الأزمة العالمية)، وغيرها.